# Edward Kofler
Edward Kofler (ur. 16 listopada 1911 w Brzeżanach, zm. 22 kwietnia 2007 w Zurychu) – polski i szwajcarski matematyk. 

## Życiorys
Ukończył studia matematyczne u m.in. Hugo Steinhausa i Stefana Banacha na uniwersytecie we Lwowie i pedagogiczne na Uniwersytecie Jagiellońskim w Krakowie.

### Losy wojenne
Po zakończeniu studiów w roku 1939 wrócił do domu rodzinnego w Kołomyi, gdzie nauczał matematyki w polskim gimnazjum. Po wkroczeniu wojsk niemieckich do Kołomyi (1 lipca 1941), udało mu się wraz z żoną uciec do Kazachstanu, gdzie przez 4 lata prowadził polską szkołę i dom dziecka dla polskich sierot pod Ałma-Atą. Po zakończeniu wojny uczestniczył w ewakuacji domu dziecka z powrotem do Polski, gdzie osiedlił się i założył rodzinę.

### Okres powojenny
Od 1959 zajmował stanowisko wykładowcy na Uniwersytecie Warszawskim w katedrze Nauk Ekonomicznych. Zajmował się teorią gier, obronił doktorat pracą Decyzje ekonomiczne przy zastosowaniu teorii gier. W 1962 złożył pracę habilitacyjną i został docentem na Wydziale Nauk Społecznych Uniwersytetu Warszawskiego, specjalizując się w dziedzinie ekonometrii.

### Emigracja i działalność w Szwajcarii
W roku 1969 wyemigrował do Zurychu w Szwajcarii, gdzie przyjął pracę w Instytucie Ekonomicznych Badań Doświadczalnych (ang: Institute for Empirical Research in Economics) (niem: Institut für Empirische Wirtschaftsforschung) Uniwersytetu w Zurychu i jako doradca naukowy w Szwajcarskiej Narodowej Fundacji dla Badań Doświadczalnych (ang: Swiss National Science Foundation) (niem: Schweizerische Nationalfonds zur Förderung der Wiessenschaftlichen Forschung). W Zurychu w roku 1970 Kofler rozwinął swoją teorię Linear Partial Information – Liniowa Cząstkowa Informacja, pozwalającą na podejmowanie kwalifikowanych decyzji na bazie niepełnej informacji fuzzy logic. Kofler wykładał jako profesor wizytujący na uniwersytetach Petersburga (Rosja), w Heidelbergu (Niemcy), na uniwersytecie McMaster w Hamilton (Ontario) i w Leeds (Wielka Brytania). Współpracował z wieloma znanymi specjalistami w dziedzinie teorii informacji, wśród których byli: Oskar Lange w Polsce, Nikołaj Worobiew w Związku Radzieckim, Günter Menges w Niemczech, Heidi Schelbert i Peter Zweifel w Szwajcarii. Zmarł w Zurychu, pozostawiając wiele cennych książek i artykułów naukowych.

## Publikacje
- Rozważania mnogościowe nad teorią gry w szachy, oraz wstęp do teorii pól odpowiednich – praca magisterska obroniona na seminarium matematycznym na Uniwersytecie Lwowskim, Lwów, 1936
- Z dziejów matematyki, Wiedza Powszechna, Warszawa 1956
- Z historii matematyki (Fejezetek a matematika történetéből), Warszawa 1962 i Budapeszt 1965
- Od liczby do nieskończoności, Wiedza Powszechna, Warszawa 1960
- Decyzje ekonomiczne a teoria gier – praca doktorska, Uniwersytet Warszawski, 1961
- Wstęp do teorii gier, Państwowe Zakłady Wydawnictw Szkolnych, Warszawa 1962, 230 stron
- Optymalizacje wielodecyzyjne, Warszawa 1965
- O wartości informacji, PWN, Warszawa 1967, 104 strony
- E. Kofler, H. Greniewski, N. Worobiew, Strategia gier, Książka i Wiedza, Warszawa 1968, 80 stron
- Das Modell des Spiels in der wissenschaftlichen Planung, Mathematik und Witschaft #7, Berlin 1969
- Entscheidungen bei teilweise bekannter Verteilung der Zustände, Zeitschrift für OR, Vol. 18/3,1974
- Konfidenzintervalle in Entscheidungen bei Ungewissheit, Stattliche Hefte, 1976/1
- Entscheidungen bei teilweise bekannter Verteilung der Zustande, Zeitschrift für OR, Bd. 18/3,1974, S 141-157
- Konfidenzintervalle in Entscheidungen bei Ungewissheit, Statistische Hefte,1976/1, S. 1-21
- E. Kofler, G. Menges, Entscheidungen bei unvollständiger Information, Springer Verlag,1976
- E. Kofler, G. Menges, Cognitive Decisions under Partial Information, in R.J. Bogdan (ed.), Local Induction, Reidel, Dodrecht-Holland, 1976
- E. Kofler and G. Menges, Entscheidungen bei unvollständiger Information, volume 136 of Lecture Notes in Economics and Mathematical Systems. Springer, Berlin, 1976.
- E. Kofler, G. Menges, Stochastic Linearisation of Indeterminateness in Mathematical Economics and Game Theory, (Springer) Berlin-Heidelberg-New York 1977, S. 20-63
- E. Kofler, G. Menges, Die Strukturierung von Unbestimmtheiten und eine Verallgemeinerung des Axiomensystems von Kolmogoroff, Stat. Hefte 1977/4, S. 297-302
- E. Kofler,G. Menges, Lineare partielle Information, fuzziness und Vielziele-Optimierung, Proceedings in Operations Research 8, Physica-Verlag 1979
- Fahrion, R., Huschens, S., Kofler, E., Kuß, U., Menges, G., Stochastische partielle Information (SPI), Statistische Hefte, Bd. 21, Jg. 1980, S. 160-167
- E. Kofler, Fuzzy Fuzzy sets- oder LPI-Theorie?, in: G. Menges, H. Schelbert, P. Zweifel (Herausgeber): Stochastische Unschärfe in Wirtschaftswissenschaften, Haag+Herchen, Frankfurt nad Menem, 1981
- E. Kofler, P. Zweifel, Decisions under Fuzzy State Distribution with Application to the dealt Risks of Nuclear Power, in: Hag, W. (Ed.), Large Scale Energy Systems, (Pergamon), Oksford 1981, S: 437-444
- E. Kofler, Extensive Spiele bei unvollständiger Information, in Information in der Wirtschaft, Gesellschaft für Wirtschafts- und Sozialwissenschaften, Band 126, Berlin 1982
- Equilibrium Points, Stability and Regulation in Fuzzy Optimisation Systems under Linear Partial Stochastic Information (LPI), Proceedings of the International Congress of Cybernetics and Systems, AFCET, Paris 1984, pp. 233-240
- Fuzzy Weighing in Multiple Objective Decision Making, G. Menges Contribution and Some New Developments, Beitrag zum Gedenkband G. Menges, Hrgb. Schneeweiss, H., Strecker H., Springer Verlag 1984
- E. Kofler, Z. W. Kmietowicz, and A. D. Pearman, Decision making with linear partial information (L.P.I.), The Journal of the Operational Research Society, 35(* :1079-1090, 1984
- E. Kofler, P. Zweifel, A. Zimmermann, Application of the Linear Partial Information (LPI) to forecasting the Swiss timber market, Journal of Forecasting 1985, v4(* ,387-398
- E. Kofler, Peter Zweifel,  Exploiting linear partial information for optimal use of forecasts with an application to U.S. economic policy, Elsevier in its journal International Journal of Forecasting, 1988
- Prognosen und Stabilität bei unvollständiger Information, Campus 1989
- E. Kofler, P. Zweifel, Convolution of Fuzzy Distributions in Decision Making, Statistical Papers 32, Springer 1991, p. 123-136
- E.Kofler Podejmowanie decyzji przy niepelnej informacji, Real Publishers, Warszawa 1993
- E. Kofler, P. Zweifel, One-Shot Decisions under Linear Partial Information Theory and Decision 34, 1993, p. 1-20
- Decision Making under Linear Partial Information. Proceedings of the European Congress EUFIT, Akwizgran, 1994, p. 891-896
- E. Kofler, P. Zweifel, Linear Partial Information in One-Shot Decisions, Selecta Statistica Vol. IX, 1996
- Mehrfache Zielsetzung in wirtschaftlichen Entscheidungen bei unscharfen Daten, Institut für Empirische Wirtschaftsforschung, 9602, 1996
- Linear Partial Information with Applications. Proceedings of ISFL 1997 (International Symposium on Fuzzy Logic), Zurych, 1997, p.235-239
- E. Kofler, Thomas Kofler, Forecasting Analysis of the Economic Growth, Selecta Statistica Canadiana, 1998
- Linear Partial Information with Applications in Fuzzy Sets and Systems, 1998. North-Holland
- E. Kofler, Thomas Kofler, Fuzzy Logic and Economic Decisions, 1998
- E. Kofler, L. Götte, Fuzzy Systems and their Game Theoretical Solution, International Conference on Operations Research, ETH, Zurych, August 1998
- Prognosen und Optimale Strategien in unscharfen Schachsituationen, & #147;Idee & Form #147; No. 70, 2001 Zurych, pp. 2065 & 2067